# N12 (Kamerun)
Die N12 ist eine Fernstraße in Kamerun, die an einer Ausfahrt bei der N1 beginnt und in Yagoua endet. Dort geht sie in eine nicht nummerierte Straße über, die weiter zur Grenze nach Tschad führt. Sie ist 133 Kilometer lang.